# Le ultime avventure di Don Giovanni
Le ultime avventure di Don Giovanni (The Private Life of Don Juan) è un film del 1934 diretto da Alexander Korda.
Commedia drammatica di produzione britannica basata sulla figura del Don Giovanni ed è basato sull'opera teatrale L'homme à la Rose di Henry Bataille.